# Jóhannes Sveinsson Kjarval

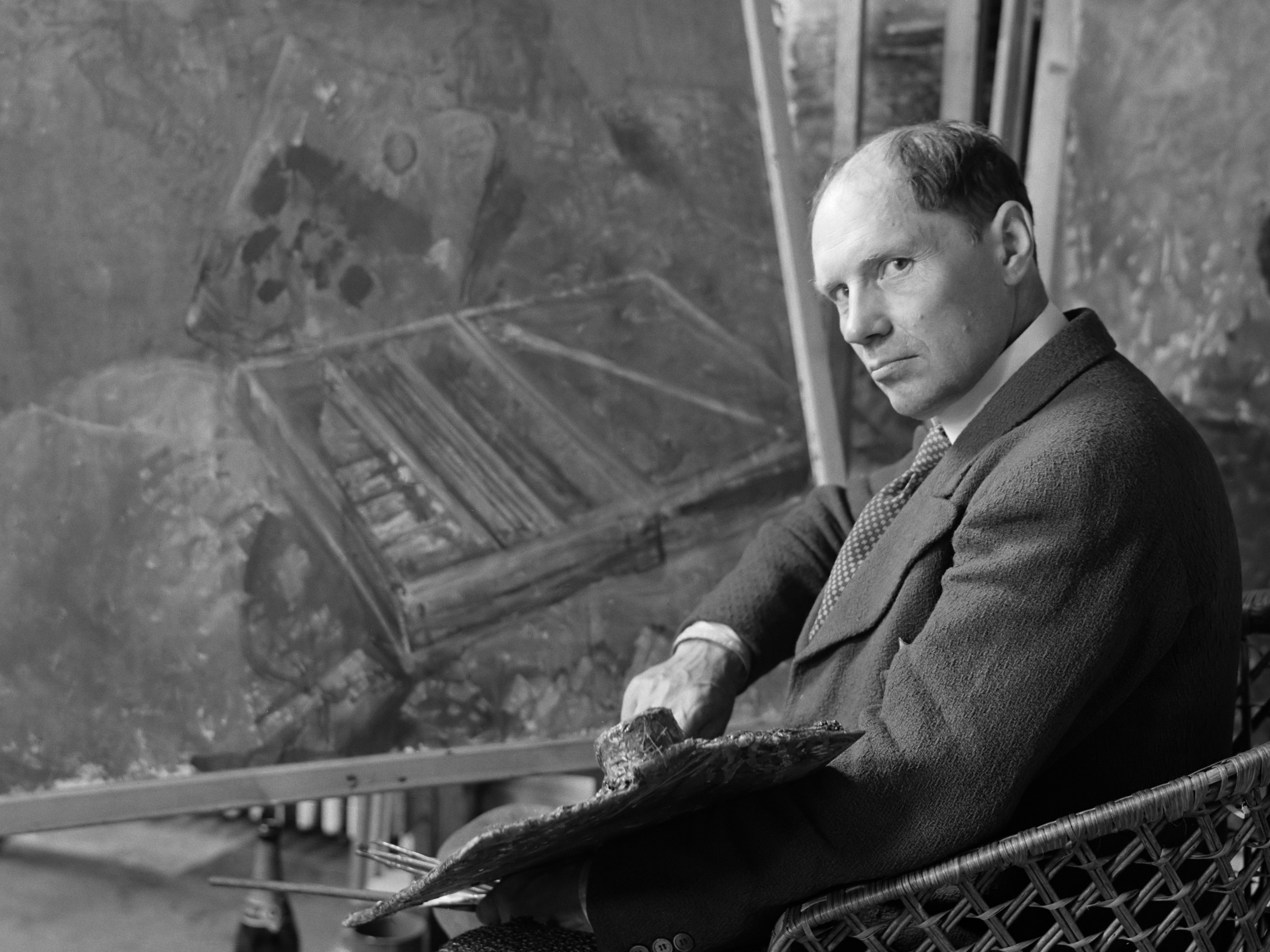
Jóhannes Sveinsson Kjarval (1934)

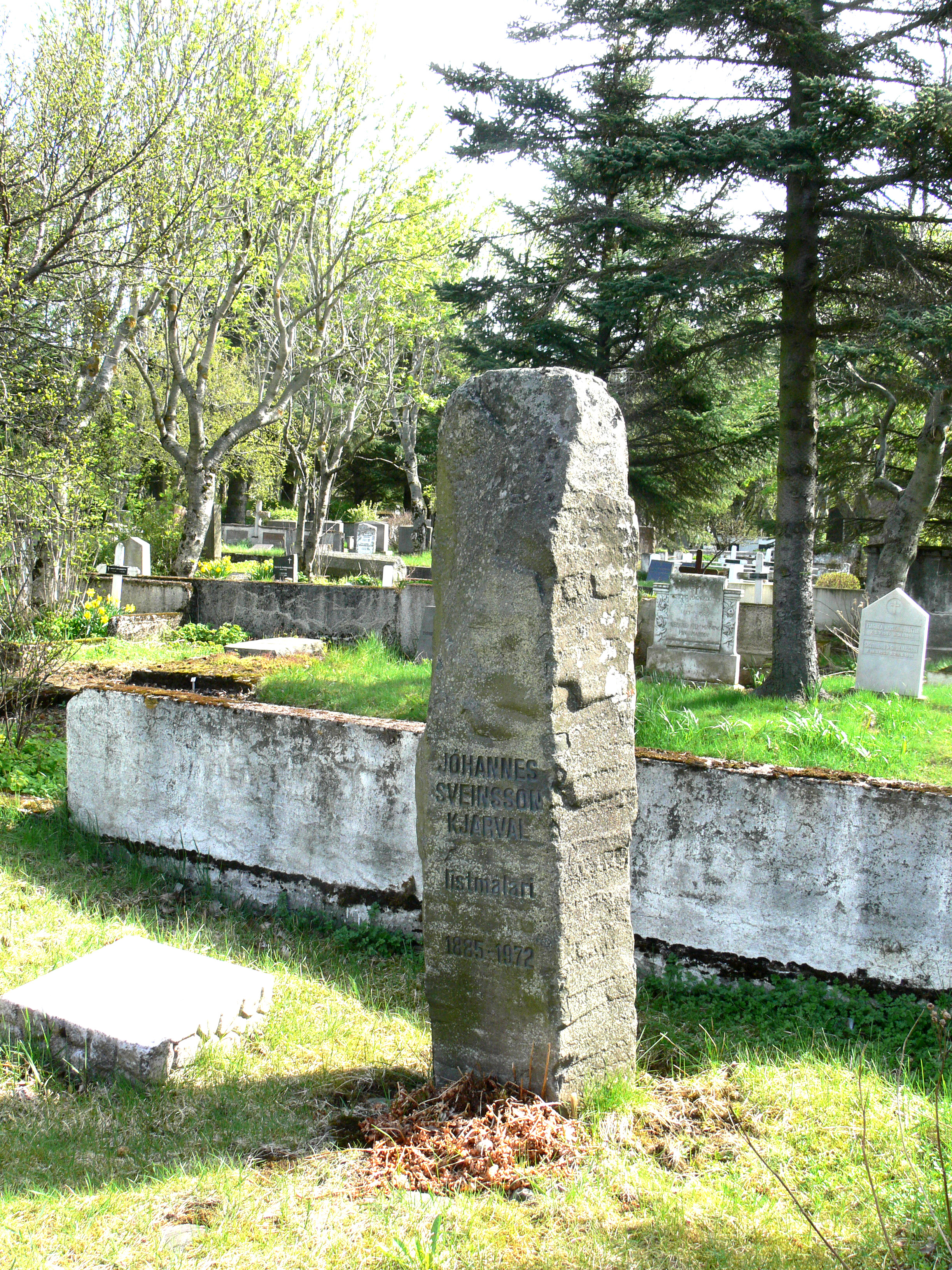
Grab auf dem Friedhof in Reykjavík

Jóhannes Sveinsson Kjarval (* 15. Oktober 1885 in Efri-Ey, Island; † 13. April 1972 in Reykjavík) war ein isländischer Maler.
Der Maler, geboren als Jóhannes Sveinsson (ein Patronym) wuchs auf dem Lande in der Gegend des Borgarfjörður eystri in den Ostfjorden auf. Berühmt wurde der Maler einerseits für seine ungewöhnlich realistischen Darstellungen der isländischen Landschaft, andererseits aber auch für seine mystisch angehauchten Werke, in denen Sagenfiguren, Elfen und Trolle ihr Wesen treiben. 1910 nahm er den Beinamen „Kjarval“ an.
Er studierte Malerei in Reykjavík und Kopenhagen mit Studienaufenthalten in Italien und England. 1950 baute er ein Sommerhaus in Ostisland, das er Kjarvalshvammur nannte. In Reykjavík wurde ihm ein eigenes Museum gewidmet (Kjarvalsstaðir).
Sein Porträt und eines seiner Bilder sind auf dem 2000-Kronur-Geldschein abgedruckt.
Er ist auf dem Hólavallagarður in Reykjavík begraben.
Die isländische Sängerin Björk widmete ihm ein selbst komponiertes Stück auf ihrem Debütalbum von 1977, als sie 11 Jahre alt war.